# Гаряча жувальна гумка
Гаряча жувальна гумка: Морозиво на паличці (івр. אסקימו לימון - «Ескімо лимон») — молодіжна ізраїльська кінокомедія режисера Боаза Давідсона. Фінансовий успіх спричинив за собою серію сіквелів. Фільм був представлений на Берлінському кінофестивалі в 1978 році і отримав позитивні відгуки критиків, а потім успішно вийшов в прокат в Німеччині, США та Англії. До СРСР дістався в епоху перших «підпільних» відеосалонів, на початку 1980-х років.

## Сюжет
Стрічка розповідає про відійшле в минуле епохи 50-х років, а тому весь час за кадром звучать пісні і мелодії вічно популярних зірок рок енд ролу: Білла Хейлі і Френкі Авалона, Літтл Річарда і Чака Беррі, Рітчі Валенса і Дуейна Едді … У центрі сюжету історія про трьох молодих друзів Момо, Бенці і Йюдале (глядачеві більш відомі їхні імена з англомовної версії — Боббі, Бенджі і Хьюи відповідно). Хлопчики дорослішають і потроху починають цікавитися дівчатами і жінками, шукати досвід за допомогою підглядання, танців, розмов про секс і більш. Вони намагаються осягнути жіночу психологію, щоб «вішати дівчатам локшину на вуха». І через це потрапляють часом в непрості ситуації. І закохуються.